# ZDF Werbefernsehen
Die ZDF Werbefernsehen GmbH  ist eine Vermarktungsgesellschaft mit Sitz in der rheinland-pfälzischen Landeshauptstadt Mainz.
Als 100-prozentiges Tochterunternehmen des Zweiten Deutschen Fernsehen ist das ZDF Werbefernsehen für die Vermarktung des Werbe- und Sponsoringangebots des öffentlich-rechtlichen Senders verantwortlich. Leitender Geschäftsführer der GmbH ist Hans-Joachim Strauch. Für 2017 wurde zum Jahresabschluss 31. Dezember eine Bilanzsumme von knapp 7,1 Millionen Euro (2016: 9,6 Millionen Euro) ausgewiesen.

## Geschichte: Werbung im ZDF
Der Grundstein für Werbung im ZDF wurde mit dem Rundfunkstaatsvertrag vom 6. Juni 1961 über die Errichtung des „Zweiten Deutschen Fernsehens“ gelegt. Gleich am zweiten Sendetag, am 2. April 1963, wurden die ersten Werbespots beim neugegründeten Sender ausgestrahlt. Seit Sendestart setzte das ZDF Werbefernsehen die Mainzelmännchen als Werbetrenner ein. Anlässlich der Internationalen Funkausstellung in Berlin strahlte das ZDF 1967 den ersten Werbespot zu der Kölnisch-Wasser-Marke 4711 in Farbe aus. Seit 1992 ermöglicht der Rundfunkstaatsvertrag den öffentlich-rechtlichen Rundfunksendern, Programmsponsoring zu betreiben.
Mit einem Werbespot der Deutschen Bank strahlte das ZDF 2007 den deutschlandweit ersten Werbespot im 16:9-Format aus. 2008 gründete das ZDF auf Initiative der Abteilung Werbefernsehen und der ARD-Werbung SALES & SERVICES GmbH (AS&S) eine gemeinsame Vertriebsfirma, die ARD & ZDF Fernsehwerbung GmbH. Die Kooperation wird 2015 wieder beendet.
Um Transparenz und Marktkonformität bei der Finanzierung des öffentlich-rechtlichen Rundfunks sicherzustellen, verlegte das ZDF 2009 die kommerziellen Tätigkeiten im Bereich Werbung und Sponsoring in eine eigene Gesellschaft. Aus der Abteilung „Werbefernsehen“ wurde die ZDF Werbefernsehen GmbH, die seitdem ein 100-prozentiges Tochterunternehmen des ZDF ist. Im Februar 2010 strahlte das ZDF mit Henkel den deutschlandweit ersten Werbespot in HD-Qualität aus. Henkel nutzte die Premiere für die Marke Persil, die auch mit dem ersten TV-Spot in der deutschen Fernsehlandschaft überhaupt beworben wurde.

## Werbeformen im ZDF
Das ZDF darf werktags bis 20:00 Uhr Werbung ausstrahlen, durchschnittlich 20 Minuten täglich. An Sonn- und bundesweiten Feiertagen darf keine Werbung gesendet werden. Neben klassischen Werbeblöcken bietet das ZDF Werbefernsehen zahlreiche Special Ads an. Beispiel dafür ist die heute-Uhr, der Countdown vor den heute-Nachrichten sowie Best Wetter, eine Spotplatzierung zwischen den 19:00 Uhr heute-Nachrichten und dem täglichen Wetter. Darüber hinaus ist bei diversen Programmformaten Splitscreen-Werbung möglich.
Ergänzend zu klassischen Werbespots und Sonderwerbeformen ist dem ZDF Programmsponsoring im Werberahmenprogramm gestattet. Die Präsentation von Sendungen (vor allem Sportberichterstattung, Spielfilm-Highlights und Serien) erfolgt mit Opener, Closer sowie zusätzlichen Remindern bei den Serien im Werberahmenprogramm. Die Sendelänge je Programmsponsoringtrailer beträgt sieben Sekunden.

## Mainzelmännchen
Die Mainzelmännchen wurden 1963 von Wolf Gerlach für das Werbefernsehen geschaffen und sind seitdem Markenzeichen und Sympathieträger des ZDF. Sie sind maßgeblich an der Erfüllung der vom Rundfunkstaatsvertrag geforderten deutlichen Trennung von Werbung und üblichem Programm zuständig und ermöglichen zudem eine Eckplatzierung bei nahezu allen Werbespots im ZDF. Einen zusätzlichen Mehrwert bieten sie, indem sie auf unterhaltsame Art Übergänge schaffen und der Werbung einen Rahmen geben. Dies erhöht nachweislich die Chancen des einzelnen Werbespots, in einem hart umkämpften Werbemarkt überhaupt wahrgenommen und erinnert zu werden.

## Der Globale Premiumshopper (GPS)

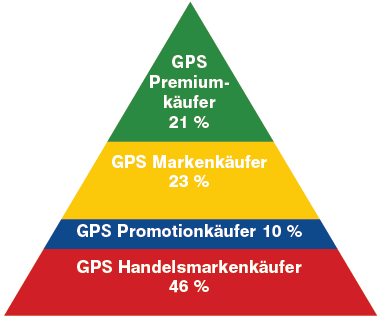
GPS Käufertypologie

In Zusammenarbeit mit der Gesellschaft für Konsumforschung (GfK) hat das ZDF Werbefernsehen eine neue Zielgruppendefinition erstellt, bei der die Zuschauer allein nach ihrem tatsächlich gemessenen Kaufverhalten – und nicht nach ihrem Alter – eingeteilt werden. Namensgebend für die Typologie ist aufgrund seines enormen Kaufpotenzials der Globale Premiumshopper oder kurz GPS. Insgesamt gibt es neben dem Premiumshopper noch den Marken-, den Promotion- und den Handelsmarkenkäufer. Aus Sicht der Werbewirtschaft ist allerdings insbesondere die Gruppe der Premium- und Markenkäufer interessant. Dazu zählen alle Haushalte, die sich vorwiegend mit Gütern eindecken, die mindestens fünf Prozent teurer sind, als der Marktführer in diesem Segment (ausgeschlossen Aldi- und Handelsmarken). Damit stellen die Premiumkäufer eine überaus kaufkräftige und kaufwillige Zielgruppe dar, die zudem ein sehr großes Wachstumspotenzial aufweist.
Laut GfK sind knapp 58 Prozent der Premiumkäufer älter als 49 Jahre. Somit wird mit der herkömmlichen Definition der werberelevanten Zielgruppe („14–49 Jahre“) ein Großteil der Potenziale ignoriert.